# Cesare Sperelli
Cesare Sperelli (* 15. August 1639 in Assisi; † nach dem 11. Dezember 1720) war ein italienischer Bischof.

## Leben
Er war der Sohn des Adeligen Antonio Sperelli und dessen Ehefrau Giulia Filippucci. Für seinen Zwillingsbruder Sperello war ebenfalls eine kirchliche Laufbahn vorgesehen und wurde Kardinal. Die Priesterweihe empfing er am 21. März 1676.
Am 14. Dezember 1698 verzichtete sein Bruder Cesare zu seinen Gunsten auf das Bistum Terni. Am 19. Dezember 1698 ernannte Papst Innozenz XII. ihn zum Bischof von Terni. Am 28. Dezember 1698 weihte Kardinal Fabrizio Paolucci, Bischof von Ferrara, ihn zum Bischof. Mitkonsekratoren waren Prospero Bottini, Titularerzbischof von Myra, und sein Bruder Sperello Sperelli. Am 11. Dezember 1720 resignierte er als Bischof von Terni.